# Pan negro (película)
Pan negro (Pa negre, 2010) es una película española rodada en catalán, escrita y dirigida por Agustí Villaronga. El guion se basa principalmente en la novela homónima de Emili Teixidor, con incorporaciones de otros textos suyos como Retrat d'un assassí d'ocells y Sic transit Gloria Swanson.  La película se proyectó el 21 de septiembre de 2010 en el Festival de San Sebastián. El 15 de octubre fue su estreno comercial en España. El filme fue propuesto por la Academia de las Artes y las Ciencias Cinematográficas de España como candidato al Óscar a la mejor película en lengua extranjera en la LXXXIV edición de los Oscar 2012, pero quedó eliminado en la preselección.

## Argumento
En los duros años de la posguerra en la Cataluña rural, un hombre guía penosamente una carreta tirada por un caballo. De la profundidad del bosque surge un enmascarado que lo ataca y le mata con una enorme piedra. Acto seguido, arroja el cadáver, con la cabeza destrozada, al interior del carromato, donde también viaja el hijo; conduce al caballo, al que ha vendado los ojos, y su carga al borde de un hondo precipicio y, una vez allí, descarga un martillazo mortal sobre el cráneo del animal. El enorme impacto hace que el caballo se desplome y se despeñe arrastrando con él el carromato con el padre muerto y el hijo.    
Andreu (Francesc Colomer), un niño de 11 años, encuentra los cuerpos. El hijo del hombre, aún vivo, alcanza a musitar una palabra antes de morir: pitorliua. Esta palabra, que en catalán significa totovía, una especie de ave, es también el nombre que los aldeanos han dado al mito de un misterioso personaje que, como el ave, se cree que habita en una cavidad subterránea, la cueva de las Baumas. 
Las autoridades municipales, de ideología falangista, identifican a las víctimas: se trata de Dionís Seguí (Andrés Herrera) y su hijo Colet, y llaman a declarar a Andreu como testigo y al padre de este, Farriol (Roger Casamajor), como antiguo socio de Dionís en un negocio de aves. Esta circunstancia, junto con sus simpatías por el bando republicano durante la Guerra Civil, lo convierten en un blanco fácil para la incriminación. Además, el propio alcalde (Sergi López) había pretendido en su primera juventud a Florència (Nora Navas), madre del niño, que finalmente prefirió casarse con Farriol, lo que alimentaba el rencor y el resentimiento personal del ahora regidor contra el que había sido su rival sentimental.
Temiendo por su vida, Farriol decide huir a Francia. Florència tiene que trabajar en una fábrica de Vic, así que manda a Andreu a vivir con su familia paterna en una casa llena de mujeres y niños. La abuela de Andreu y Ció (Lluïsa Castell), una tía viuda que tiene un hijo unos años mayor que Andreu, trabajan cuidando la casa de campo de la familia más rica de la región, los Manubens (Pere Tomàs y Mercè Arànega). También hay una tía más joven, Enriqueta (Marina Gatell), que está siendo presionada para casarse con un vecino mayor al que no ama. Este sombrío hogar se completa con Núria (Marina Comas), prima huérfana de Andreu, una chica de su edad, hermosa pero mutilada, ya que perdió una mano mientras jugaba con una granada. 
Pronto Andreu empieza a descubrir los oscuros secretos de su familia. Su tía Enriqueta es la comidilla del pueblo por mantener una relación secreta con un agente de la Guardia Civil. La precoz y enérgica Núria participa en juegos sexuales con su alcohólico profesor (Eduard Fernández), e invita a su joven primo a practicar también juegos eróticos, pero él los rehúsa. 
Andreu conoce también a un chico mayor al que ve por primera vez bañándose desnudo en un río en el bosque; el joven, que imagina tener alas de ángel, es un paciente tuberculoso que está internado en un monasterio cercano y al que el niño ayuda a conseguir un poco de comida.
Luego descubre de forma accidental que su padre no ha ido a Francia, sino que se esconde en la buhardilla de la casa de la granja. Cuando el alcalde ordena el registro, descubre a Farriol y lo envía a prisión. Farriol dice furtivamente a Andreu que trate de convencer a su madre de que pida ayuda a la influyente señora Manubens. Florència le hace una visita. Debido a que la rica señora no tiene hijos y siente debilidad por los niños, así que Florència le lleva a Andreu. La señora Manubens, a regañadientes, escribe una carta dirigida al alcalde para que interceda por Farriol. Sin embargo, al recibir la carta de manos de Florència, el alcalde trata de aprovecharse sexualmente de ella, aunque en el último momento ella le desprecia. 
Andreu lentamente descubre que su madre tiene su propio secreto. En su juventud, fue amiga cercana de Pitorliua, el fantasma de la leyenda, que en realidad era un joven delicado. Visitando su tumba, Andreu y Núria encuentran a Pauleta (Laia Marull), la viuda medio loca de Dionís. Pauleta les dice que Pitorliua era el amante homosexual del único hermano de la señora Manubens y debido a esto le castraron, implicando además que Farriol tuvo algo que ver con el asunto. Explorando la cueva donde se castró a Pitorliua, Andreu y Núria descubren los nombres de los culpables en la pared: Dionís y una F —posiblemente de Farriol—. Andreu se enfrenta a su madre y Florència confiesa que Dionís y Farriol fueron pagados por la señora Manubens para asustar a Pitorliua, pero las cosas fueron demasiado lejos.
Farriol es condenado a muerte. Antes de ser ejecutado, Florència y Andreu van a visitarlo a la cárcel para despedirse. Farriol le dice a su hijo que nunca olvide sus ideales, y le da una carta para la señora Manubens. Tras el funeral, Pauleta, llena de rencor, revela a ambos que Farriol fue el asesino de su marido y su hijo. Farriol lo hizo siguiendo las órdenes de la señora Manubens, a cambio de asegurarle la educación de su hijo. Ella quería matarlo porque Dionís había tratado de chantajearla antes de darle las actas de matrimonio, robadas de su hermano con otra mujer para quedarse con toda la riqueza. Andreu empieza a rechazar a su familia tras conocer todos sus engaños y mentiras. En lugar de huir con Núria, como tenía pensado en un principio, accede finalmente a ser educado con los gastos pagados por la señora Manubens. Florència va a verlo en el internado, pero Andreu no ha perdonado a sus padres. Cuando un compañero le pregunta quién era la mujer que ha ido a verlo, él le responde que simplemente es una mujer de su pueblo que le lleva un recado.

## Reparto
| Actor            | Personaje       |
| ---------------- | --------------- |
| Francesc Colomer | Andreu          |
| Marina Comas     | Núria           |
| Nora Navas       | Florència       |
| Roger Casamajor  | Farriol         |
| Lluïsa Castell   | Ció             |
| Mercè Arànega    | señora Manubens |
| Marina Gatell    | Enriqueta       |
| Elisa Crehuet    | abuela          |
| Laia Marull      | Pauleta         |
| Eduard Fernández | maestro         |
| Sergi López      | alcalde         |

## Producción
La novela Pa negre de Emili Teixidor se publicó en el año 2003. Isona Passola, productora de la película, leyó la novela y pensó que este proyecto podría interesar a Agustí Villaronga, por lo que compró los derechos para adaptarla. Cuando se lo dijo a Villaronga, este en principio la desechó porque le parecía otra película más sobre la guerra civil española. Sin embargo, tras leer más detenidamente la novela, vio el interés por mostrar lo terrible que son las guerras más allá de ideologías, y especialmente en un ambiente rural.
De los 4 millones de euros con que contaba de presupuesto la película, 500 000 vinieron de Massa d'Or Produccions, cuyo máximo representante es Isona Passola, 700 000 del ICAA, 900 000 del ICIC, 500 000 de TV3 en concepto de coproducción, otros 200 000 de la misma cadena por derechos de antena a nivel regional, 1 000 000 de RTVE en concepto de derechos de antena a nivel nacional y 200 000 de ventas internacionales. La financiación terminó tres años después del comienzo de la redacción del guion.

## Recepción
El autor de la novela, Emili Teixidor, vio la película en el Festival de Cine de San Sebastián y afirmó que Villaronga había trasladado «magistralmente en imágenes su novela», si bien explicó que notó ciertas diferencias entre la novela y el libro, entre ellas, que en lugar de decir «Te quiero» decían «pórtate bien o te pegaré una hostia» («porta't bé, que sinó, et caurà alguna pantuflada»). Sobre la incursión de su otra novela Retrato de un asesino de pájaros y Sic transit Gloria Swanson se mostró muy a favor de ello puesto que ha añadido algunos episodios a Pa negre que le ha dado más intensidad y más relieve.
La película fue recibida de manera positiva por parte de la crítica, la página web Sensacine.com recopiló un total de siete críticas españolas sobre ella recibiendo una nota media de 3,4 sobre 5. Por su parte, Allociné recopiló un total de dieciséis críticas francesas sobre ella recibiendo una nota media de 2,83 sobre 5.
La película se estrenó en España el 15 de octubre de 2010 distribuida por Emon con 75 copias centrándose en un público adulto y cinéfilo. El resultado fue muy positivo, recaudando en su primer fin de semana 167 000 euros. Antes de la llegada de las nominaciones a los Goyas, la película había conseguido 830 000 euros y tras las nominaciones y posteriores galardones acabó su carrera con 2,4 millones de euros en España.
En DVD se puso a la venta en marzo de 2011, vendiendo en sus dos primeros meses 80 000 unidades, 60 000 de ellas viniendo como suplemento en el diario Ara. También se estrenó en streaming, sin embargo el poco conocimiento de este modelo no sirvió más para recaudar unos pocos miles de euros, a pesar de convertirse en la película española más vista por este servicio.

## Palmarés cinematográfico
Festival Internacional de Cine de San Sebastián
| Año  | Categoría                         | Persona    | Resultado |
| ---- | --------------------------------- | ---------- | --------- |
| 2010 | Concha de Plata a la mejor actriz | Nora Navas | Ganadora  |

25.ª edición de los Premios Goya
| Categoría                     | Nominados                                      | Resultado |
| ----------------------------- | ---------------------------------------------- | --------- |
| Mejor película                | Mejor película                                 | Ganadora  |
| Mejor dirección               | Agustí Villaronga                              | Ganador   |
| Mejor guion adaptado          | Agustí Villaronga                              | Ganador   |
| Mejor actriz                  | Nora Navas                                     | Ganadora  |
| Mejor actor de reparto        | Sergi López                                    | Nominado  |
| Mejor actriz de reparto       | Laia Marull                                    | Ganadora  |
| Mejor actor revelación        | Francesc Colomer                               | Ganador   |
| Mejor actriz revelación       | Marina Comas                                   | Ganadora  |
| Mejor dirección de producción | Aleix Castellón                                | Nominado  |
| Mejor fotografía              | Antonio Riestra                                | Ganador   |
| Mejor dirección artística     | Ana Alvargonzález                              | Ganadora  |
| Mejor diseño de vestuario     | Mercè Paloma                                   | Nominada  |
| Mejor maquillaje y peluquería | Alma Casal Satur Merino                        | Nominados |
| Mejor sonido                  | Dani Fontrodona Fernando Novillo Ricard Casals | Nominados |

Fotogramas de plata
| Año  | Categoría               | Resultado |
| ---- | ----------------------- | --------- |
| 2010 | Mejor película española | Ganadora  |

55.ª edición de los Premios Sant Jordi
| Categoría                                       | Resultado |
| ----------------------------------------------- | --------- |
| Rosa de Sant Jordi a la mejor película española | Ganadora  |

Premios Gaudí:
- Mejor película en lengua catalana
- Mejor interpretación femenina principal: Nora Navas
- Mejor interpretación femenina secundaria: Marina Comas
- Mejor interpretación masculina secundaria: Roger Casamajor
- Mejor dirección: Agustí Villaronga
- Mejor guion: Agustí Villaronga
- Mejor fotografía: Antonio Riestra
- Mejor música: José Manuel Pagán
- Mejor montaje: Raúl Román
- Mejor dirección artística: Ana Alvargonzález
- Mejor dirección de producción: Alex Castellón
- Mejor sonido: Dani Fonrodona, Fernando Novillo yRicard Casals
- Mejor vestuario: Mercè Paloma
- Mejor maquillaje y peluquería: Satur Merino y Alma Casal
- Nominación a la mejor interpretación masculina principal: Francesc Colomer